# 渡部英美
渡部 英美（わたなべ・ひでみ、男性、1955年9月12日 - ）は、日本放送協会（NHK）の元エグゼクティブアナウンサー。同協会放送総局・第28代アナウンス室長　跡見学園女子大学文学部コミュニケーション文化学科（日本語コミュニケーション文化論）教授

## 人物
東京学芸大学附属大泉小学校、東京都立井草高等学校を経て、青山学院大学文学部日本文学科（江戸文学・文化）卒業後、1979年入局。中学・高校時代は放送部に所属していた。過去に舌等の3回切除を経験。
高校放送部の後輩に藤井暁（テレビ朝日）、田中裕二（爆笑問題）がいる。

## 過去の出演番組
富山局時代
- FMリクエストアワー

帯広局時代
- とかちフレッシュガイド
- きょうの北海道
- 帯広FMリクエストアワー
- おびひろスペシャル（単発特番）※緑が丘公園の400ｍベンチを走ってリポート（その際自らを「俊足、渡部」と名乗っていた）、タウン8広小路で行われていたイベントの取材など。
- 北海道中ひざくりげ 十勝エリア旅人

東京アナウンス室時代
- NHK特集→NHKスペシャル（ディレクター「土地は誰のものか」「新日本人の条件」「こうして魚になりました」「雲仙普賢岳」などの制作）
- なるほど経済（キャスター）
- 世界体感生中継（キャスター）
- スクール五輪の書（“国際の巻 ワールドドキュメント”コメンテーター 1997.4-2000.3）
- スタジオパークからこんにちは（「アナウンサーにQ」の司会 1999年度初期）
- おーい、ニッポン（リポーター）
- 難問解決!ご近所の底力（特番のナレーション）

大阪局時代
- 関西ホットライン
- ラジオ文芸館（構成）